# Naniwa

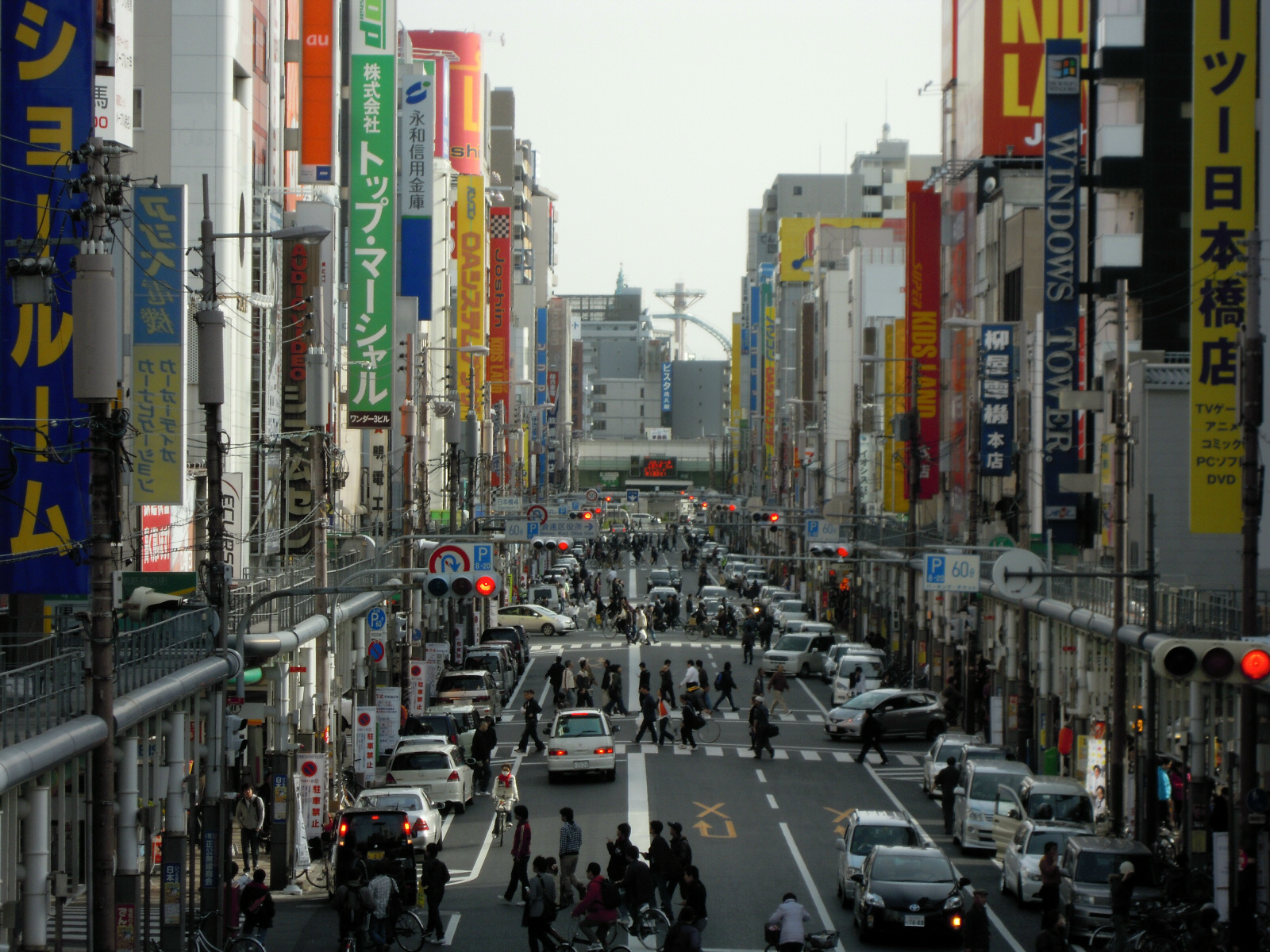
Denden Town (Nipponbashi), zona geek i otaku

Naniwa (浪速区, Naniwa-ku) és un dels 24 districtes urbans de la ciutat d'Osaka, capital de la prefectura homònima, a la regió de Kansai, Japó. El nom del districte prové del de l'antiga Naniwa-kyō, antic nom d'Osaka. Naniwa és el districte urbà de tot Osaka amb menor superfície total.

## Geografia
El districte urbà de Naniwa es troba localitzat al centre geogràfic de la ciutat d'Osaka, capital de la prefectura homònima. Alguns barris famosos són Nipponbashi o Shinsekai, no sent aquest darrer un barri, sinó una zona que es troba al barri d'Ebisu-Higashi. El terme del districte de Naniwa limita amb els de Nishi i Chūō al nord, Tennōji a l'est, Taishō a l'oest i Nishinari al sud.

### Barris
Els chōchō o barris del districte són els següents:
- Ashihara (芦原)
- Inari (稲荷)
- Ebisu-Honmachi (戎本町)
- Ebisu-Higashi (恵美須東)
- Ebisu-Nishi (恵美須西)
- Kizugawa (木津川)
- Kuboyoshi (久保吉)
- Saiwai-chō (幸町)
- Sakuragawa (桜川)
- Shiokusa (塩草)
- Shikitsu-Higashi (敷津東)
- Shikitsu-Nishi (敷津西)
- Shimodera (下寺)
- Daikoku (大国)
- Tateba (立葉)
- Naniwa-Higashi (浪速東)
- Naniwa-Nishi (浪速西)
- Nanba-Naka (難波中)
- Nipponbashi (日本橋)
- Nipponbashi-Higashi (日本橋東)
- Nipponbashi-Nishi (日本橋西)
- Minato-machi (湊町)
- Moto-machi (元町)

## Història
El districte de Naniwa es va fundar l'1 d'abril de 1925 fruit d'una escissió de l'avui desaparegut districte de Minami i que actualment forma part del districte de Chūō. L'any 1943 es canvien els límits del districte, romanent fins a l'actualitat.

## Demografia
| 1920   | 1930   | 1940   | 1950   | 1960 | 1970   | 1980   |
| ------ | ------ | ------ | ------ | ---- | ------ | ------ |
| ND     | ND     | ND     | ND     | ND   | 65.746 | 50.104 |
| 1990   | 2000   | 2010   | 2020   | 2030 | 2040   | 2050   |
| 48.480 | 50.188 | 61.745 | 75.618 | -    | -      | -      |

## Transport

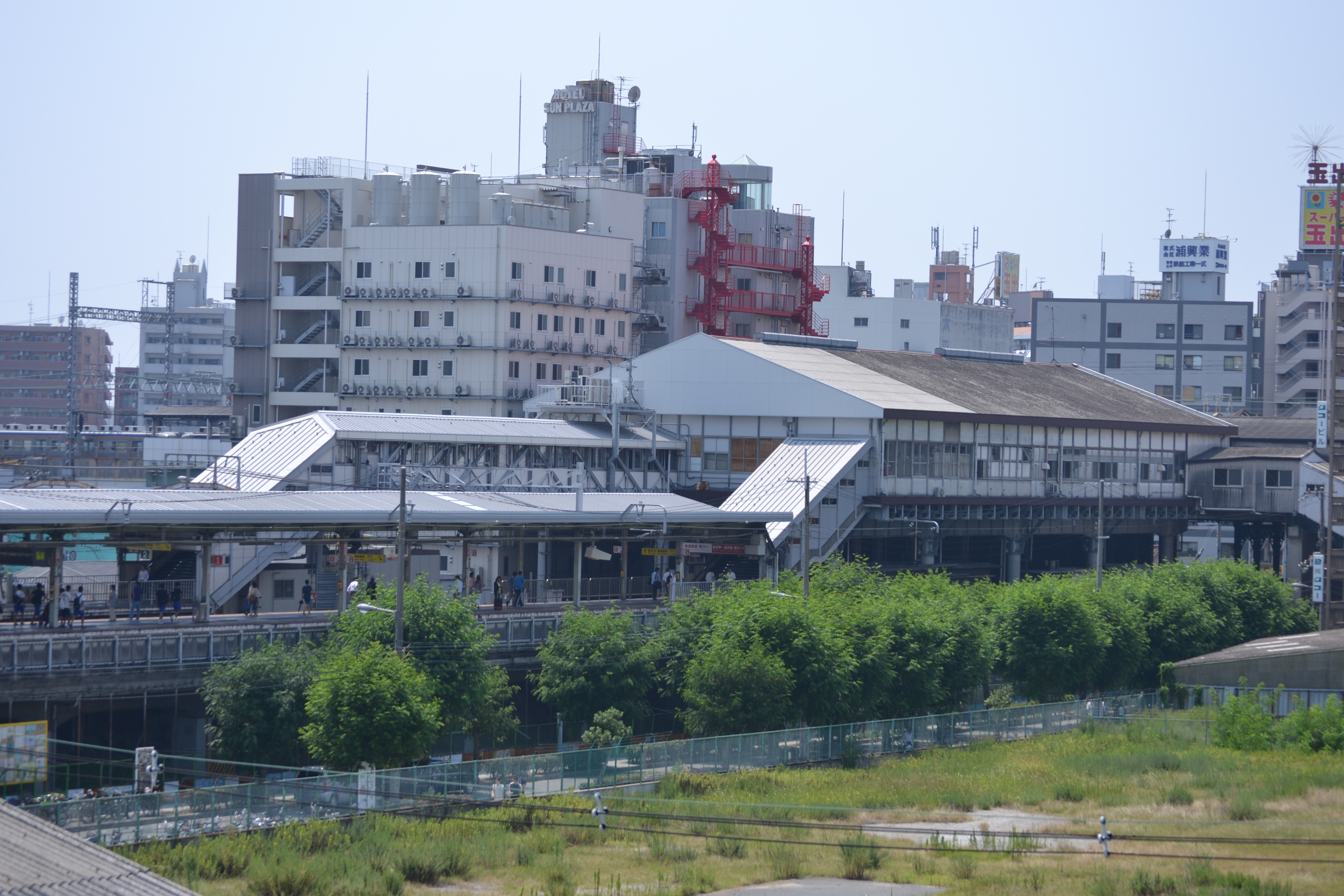
Estació de Shin-Imamiya

### Ferrocarril
- Companyia de Ferrocarrils del Japó Occidental (JR West)
  - Ashiharabashi - Imamiya - Shin-Imamiya - Nanba-JR
- Metro d'Osaka
  - Daikokuchō - Nanba - Sakuragawa - Ebisuchō
- Ferrocarril Elèctric Nankai
  - Imamiya-Ebisu - Shiomibashi - Ashiharachō
- Ferrocarril Elèctric Hanshin
  - Sakuragawa
- Xarxa de Tramvies d'Osaka-Sakai (Hankai)

### Carretera
- Autopista Hanshin
- Nacional 25 - Nacional 43